# Julian von Moos
Julian Tobias Emilio von Moos (* 1. April 2001 in Münsterlingen) ist ein schweizerisch-brasilianischer Fussballspieler, der beim Servette FC unter Vertrag steht und zum FC Luzern ausgeliehen wurde.

## Karriere

### Verein
Von Moos begann seine Karriere beim FC Romanshorn. Im Januar 2013 wechselte er in die Jugend des FC St. Gallen. Zur Saison 2016/17 wechselte er in die Jugend des Grasshopper Club Zürich. Zur Saison 2018/19 wechselte er zum FC Basel, bei dem er einen bis Juni 2021 laufenden Vertrag erhielt.
Zunächst kam er bei Basel für die U-21-Mannschaft in der drittklassigen Promotion League zum Einsatz, für die er im August 2018 gegen den AC Bellinzona debütierte. Im selben Monat erzielte er bei einer 4:1-Niederlage gegen Stade Nyonnais sein erstes Tor in der dritthöchsten Schweizer Spielklasse.
Im März 2019 stand von Moos gegen den FC Lugano erstmals im Spieltagskader der Profis. Sein Debüt in der Super League gab er im Mai 2019, als er am 36. Spieltag gegen Neuchâtel Xamax in der 74. Minute für Noah Okafor eingewechselt wurde. In jenem Spiel, das Basel mit 4:1 gewann, erzielte er in der 90. Minute den Treffer zum Endstand. Die Rückrunde der folgenden Saison verbrachte er dann leihweise beim Zweitligisten FC Wil und erzielte dort in 13 Ligaspielen sieben Treffer.
Zur Spielzeit 2021/22 schloss er sich auf Leihbasis dem niederländischen Erstligisten Vitesse Arnheim an. Doch schon in der Winterpause kehrte er in seine Heimat zurück und wechselte fest zum FC St. Gallen. Nach drei Jahren in St. Gallen und mit einem auslaufenden Vertrag wechselt von Moos zum 1. Juli 2024 zum Genfer Traditionsverein Servette FC. Er unterschrieb einen Vertrag bis 2027. Nach einem Jahr und 15 Ligaspielen ohne Tor wurde von Moos auf die Saison 2025/26 an Ligakonkurrent FC Luzern verliehen, dem auch eine Kaufoption eingeräumt wurde.

### Nationalmannschaft
Von Moos spielte im September 2015 erstmals für eine Schweizer Jugendnationalauswahl. Im August 2017 debütierte er für die U-17-Auswahl, mit der er 2018 an der EM teilnahm. Von Moos führte die Schweizer in allen drei Spielen als Kapitän aufs Feld; die Schweizer mussten trotz zwei Siegen als Dritter der Gruppe A in der Gruppenphase ausscheiden. Im Oktober 2018 kam er zu seinem ersten Einsatz für die U-19-Mannschaft und 2020 debütierte er auch für die U-20-Auswahl. Für die U-21 absolvierte er insgesamt 8 Spiele und konnte dabei ein Tor erzielen.